# Róża pomarszczona
Róża pomarszczona, róża fałdzistolistna, róża japońska (Rosa rugosa Thunb.) – gatunek krzewu należący do rodziny różowatych. Jest rozpowszechniony w strefie ciepłego i chłodnego klimatu umiarkowanego na półkuli północnej. Pochodzi ze wschodniej Azji. Gatunek sprowadzony został do Europy i Ameryki Północnej przez ogrodników i rozprzestrzenił się w środowisku naturalnym jako uciekinier z upraw (holoagriofit). Obecnie występuje prawie w całej Europie, także na terenie Polski. W Polsce ma status rośliny inwazyjnej. Na obszarach, gdzie dokonuje inwazji, zwłaszcza na wybrzeżach, stanowi znaczący problem dla różnorodności biologicznej i ogranicza dostępność terenu dla innych gatunków specyficznych dla danego terenu. Róża pomarszczona jest łatwa w uprawie i wciąż jest powszechnie wykorzystywana jako roślina ozdobna, jadalna, lecznicza i do nasadzeń biotechnicznych. Liczne odmiany ozdobne pochodzące od tego gatunku tworzą grupę róż ozdobnych określanych mianem mieszańców Rugosa.

## Rozmieszczenie geograficzne
Naturalny zasięg gatunku ograniczony jest do wschodniej Azji. Róża pomarszczona występuje w Japonii na wyspach Hokkaido oraz Honsiu (35°N), na Półwyspie Koreańskim, na Wyspach Kurylskich, Sachalinie i na Kamczatce do 55°N, w Kraju Nadmorskim i w Kraju Chabarowskim. W Chinach rośnie w południowej części prowincji Liaoning, rzadko w północno-wschodniej części Szantungu oraz na wschodzie prowincji Jilin. Z powodu pozyskiwania roślin ze stanowisk naturalnych gatunek wymieniony został w chińskiej Czerwonej księdze roślin jako zagrożony.
Jako gatunek introdukowany i zadomowiony spotykany jest w Europie północnej (do 68°N), środkowej i południowej. Jest inwazyjny na wybrzeżach atlantyckich, wzdłuż brzegów Morza Bałtyckiego i Północnego, wzdłuż wybrzeży Wielkiej Brytanii i Irlandii. Uznawany za jeden ze 100 najbardziej inwazyjnych gatunków w Europie. Zawleczony występuje także w Ameryce Północnej na rozległych obszarach Stanów Zjednoczonych i Kanady oraz w Nowej Zelandii.
Historia introdukcji do EuropyW 1796 roku gatunek został introdukowany do Wielkiej Brytanii jako Rosa ferox Lawr. oraz do Francji jako Rosa kamtchatica, jednak później o nim zapomniano. Około połowy XIX wieku nastąpiła powtórna introdukcja gatunku do Wielkiej Brytanii, Niemiec i Danii. Sprowadzono rośliny z różnych części zasięgu pierwotnego oraz z upraw znajdujących się już w Europie, rozprzestrzeniając i mieszając różne odmiany i formy. Wkrótce, już w XIX wieku róża pomarszczona opisywana była jako gatunek rozpowszechniony w uprawie. Na początku XX wieku rozpoczęto uprawę gatunku w pozostałych krajach skandynawskich, na Litwie pojawił się w latach 30. XX wieku, zaś w Polsce dopiero w latach 60. XX wieku. Od lat 20. XX wieku notowano gatunek jako dziczejący na wybrzeżach Morza Bałtyckiego i Północnego. Na różnych obszarach między wprowadzeniem do uprawy a naturalizacją i inwazją w środowisku naturalnym mijało od ponad wieku (w Niemczech) do ok. 20 lat (w Finlandii). Pierwotnie gatunek rozprzestrzeniał się z upraw, zwłaszcza porzuconych, i w pobliżu wybrzeży.
Historia introdukcji do Ameryki PółnocnejGatunek został introdukowany około 1845 roku jako roślina ozdobna. Po raz pierwszy zanotowano go jako dziczejący w 1899 r. w Massachusetts, a już 10 lat później opisany został jako szybko rozprzestrzeniający się. Na początku XXI wieku gatunek był w pełni znaturalizowany na wybrzeżach atlantyckich Ameryki Północnej.

## Morfologia

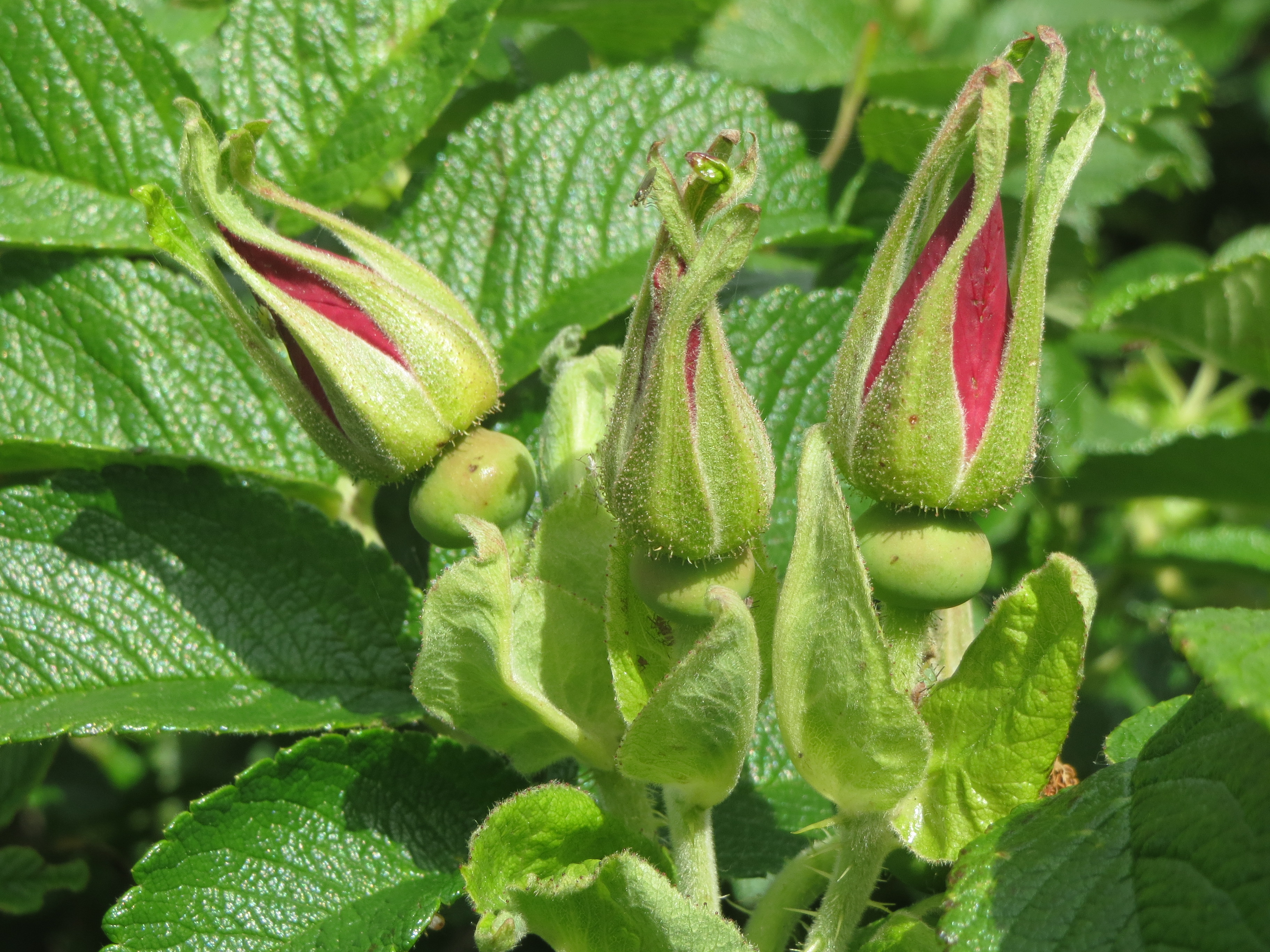
Pąki kwiatowe

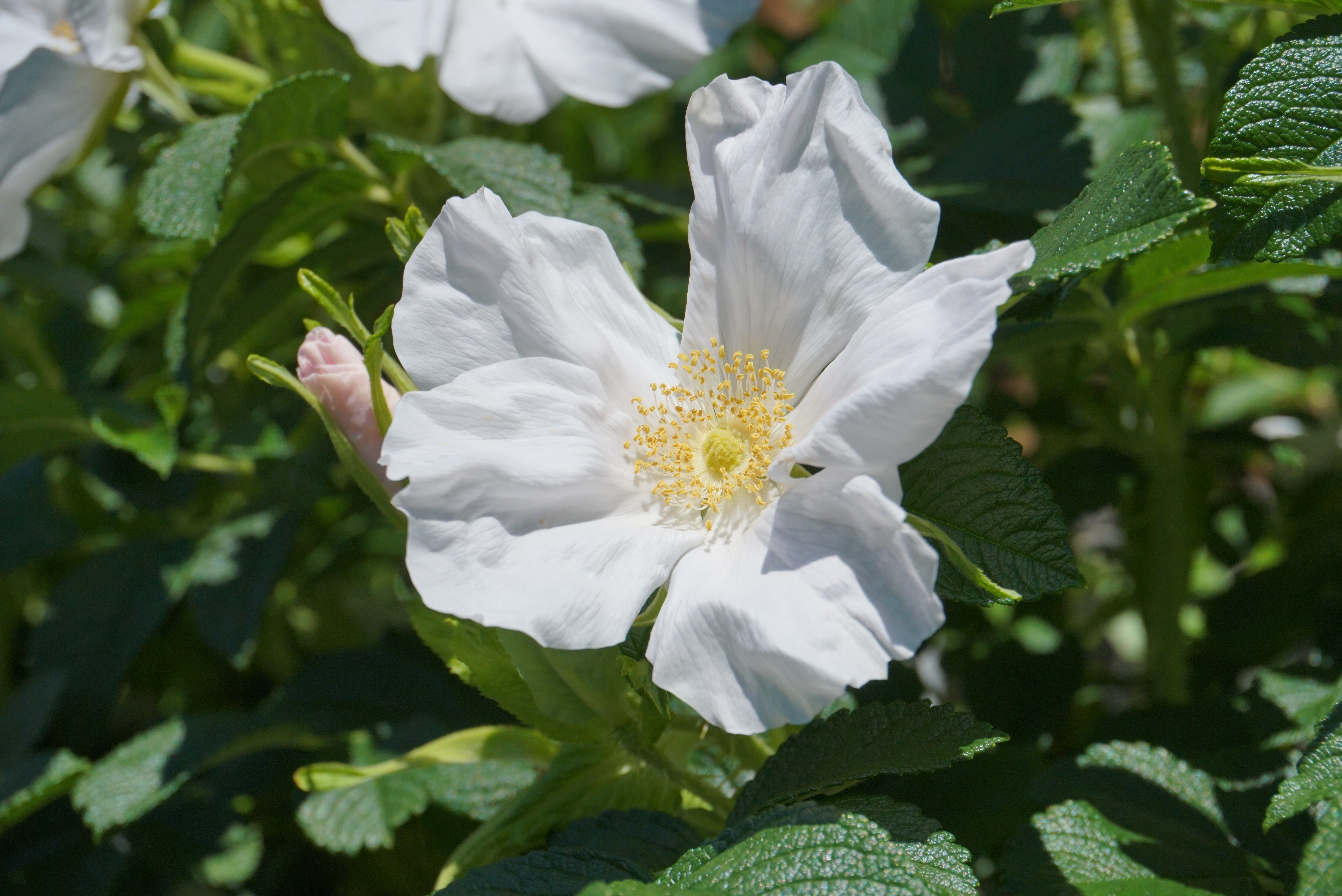
Kwiat formy białokwiatowej

PokrójKrzew z licznymi pędami o wysokości do 1,5 m (rzadko do 2 m) wyrastającymi z kłączy. Z powodu licznych odrośli klony tej róży tworzą gęste i rozległe zarośla. Pojedyncze, silnie rozrośnięte osobniki mogą utworzyć zwartą pokrywę na powierzchni nawet do kilku hektarów.
Organy podziemneKłącza drewniejące okryte są pomarańczowo-brązową korą i trójkątnymi łuskami. W kątach łusek znajdują się pąki, z których wyrastają pędy nadziemne. Odrośla wyrastają także z pąków powstających na korzeniach, które penetrują podłoże zwykle na głębokości od 0,5 do 1 m, czasem do 2 m.
PędyWzniesione prosto lub łukowato wygięte, silnie rozgałęzione. Za młodu są omszone, dorosłe okryte są gęsto kolcami. Kolce są proste i bardzo różnej wielkości, od masywnych po drobne szczecinki. Największe kolce są zwykle omszone u nasady. Kora na pędach jest jasnożółtobrązowa.
LiścieNieparzysto-pierzaste. Złożone z 5–9 skórzastych listków o podobnych rozmiarach – szerokości 1,5 do 3 cm i długości od 2 do 5 cm, szerokoeliptycznych, na szczycie zaostrzonych, u nasady szeroko zbiegających lub zaokrąglonych. Z wierzchu są ciemnozielone, pomarszczone, nagie i lśniące, pod spodem są szaro-zielone, owłosione i ogruczolone. Brzeg liścia piłkowany, nieco podwinięty. Ogonek wraz z osią liścia jest gęsto owłosiony i pokryty nierównej długości kolcami. Przylistki są szeroko owalne, szerokości do 1,5 cm i długości do 2,5 cm.

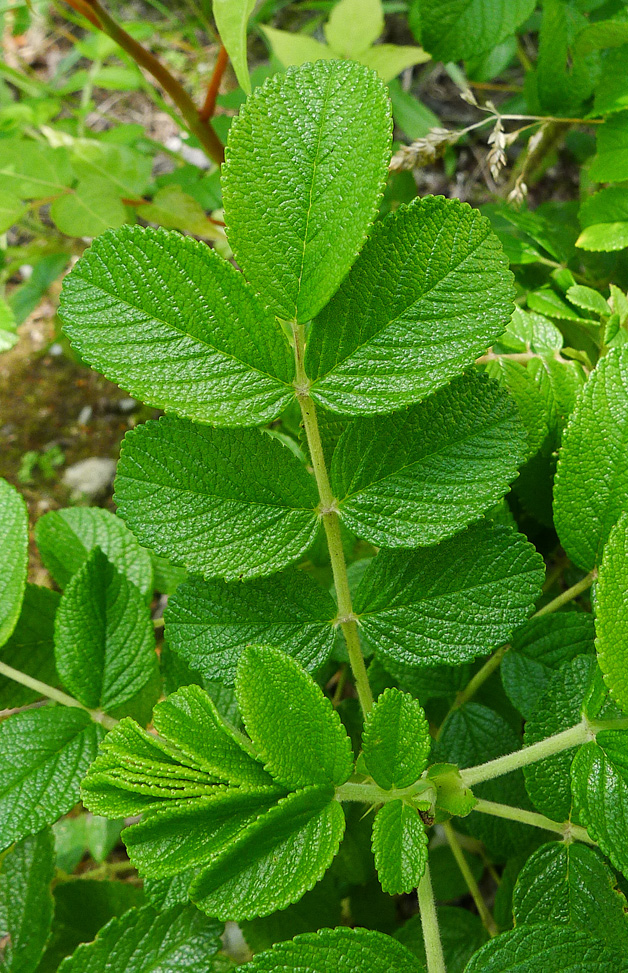
Liść
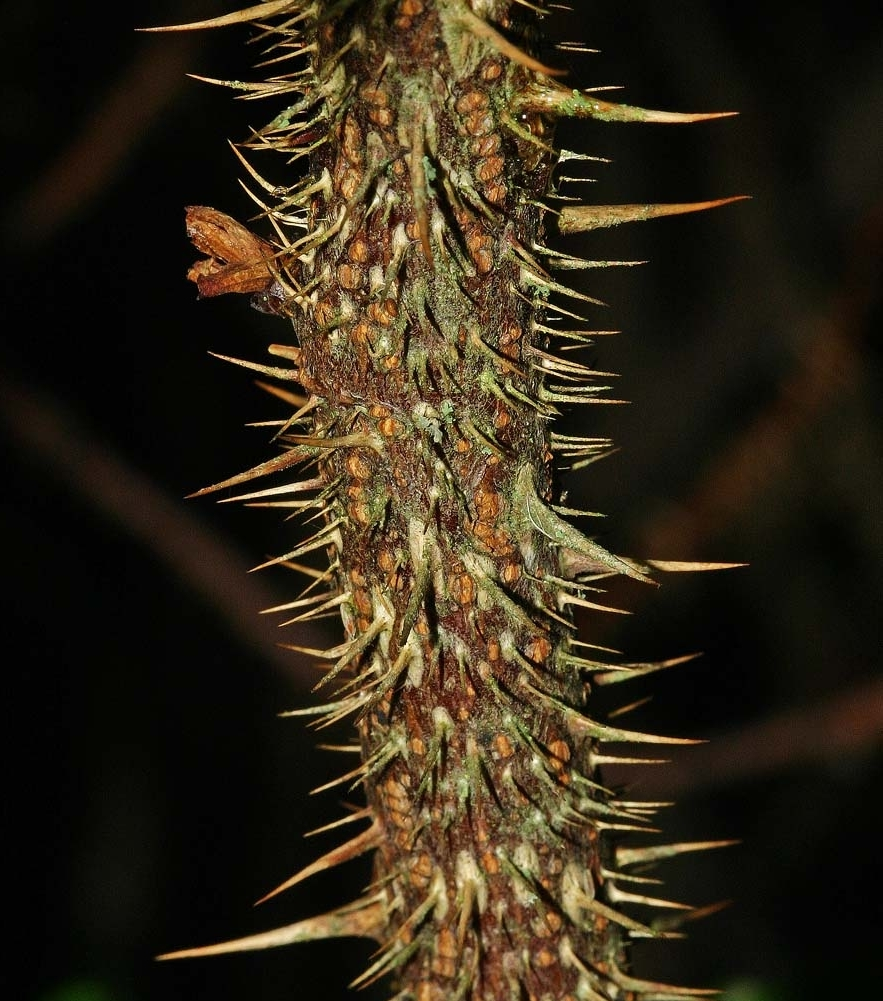
Kolczasty pęd
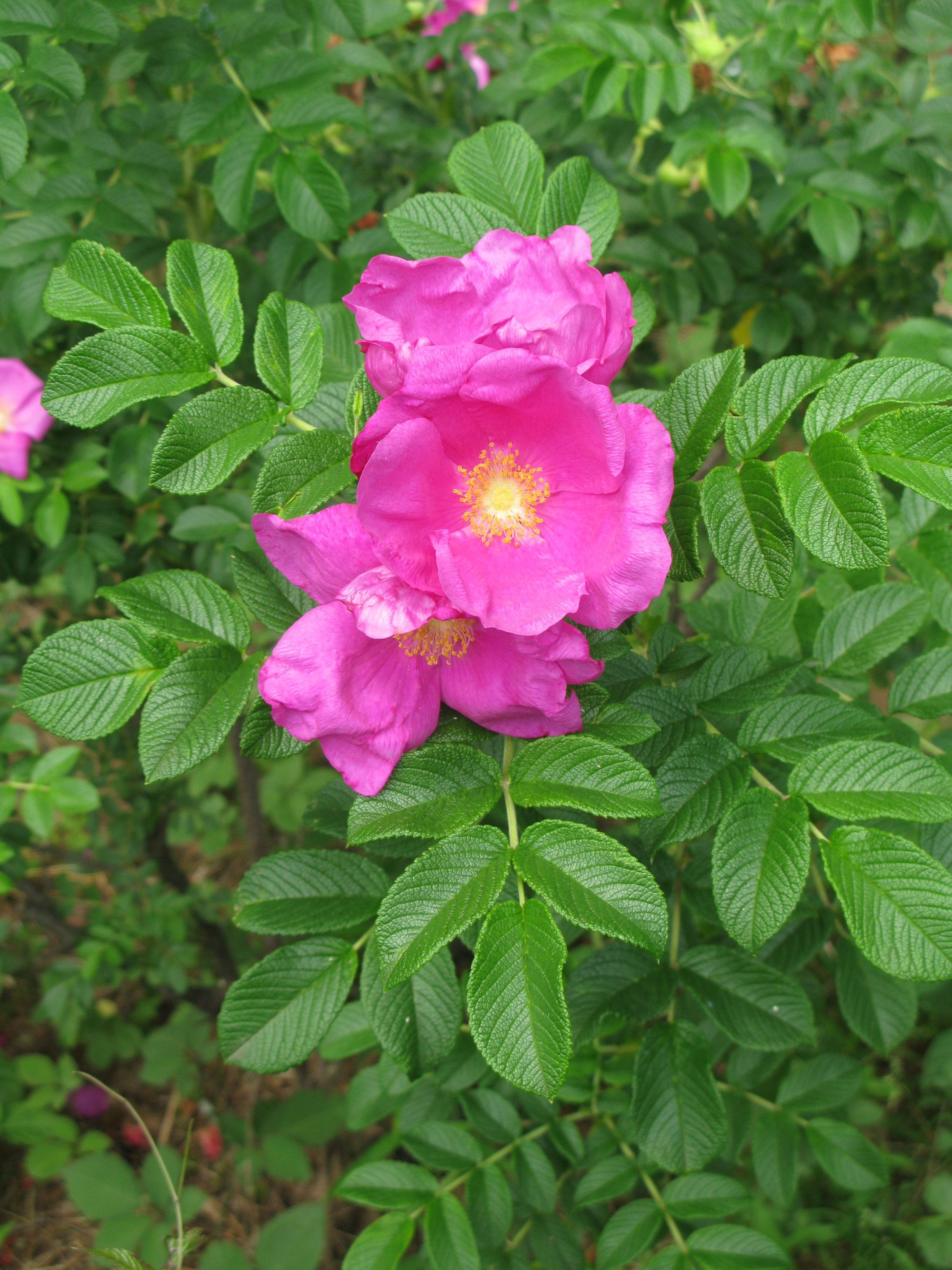
Kwitnący pęd

KwiatyPojedyncze lub skupione po kilka razem, o średnicy od 6 do 10 cm. Są pachnące, ale pozbawione miodników. Działki kielicha w liczbie 5, o długości 2–3 cm, całobrzegie, rozszerzające się na końcach, przylegająco owłosione, szczecinkowate i gruczołowate, trwałe, na owocu wzniesione. Płatki purpurowo-różowe, rzadko białe. Pręciki w liczbie 200 do 250, słupków ponad 100. Szyjki słupków są owłosione i zwieńczone okazałym znamieniem.
OwoceDrobne owoce właściwe otoczone są kulistym i spłaszczonym hypancjum (owocem rzekomym) o szerokości 2–2,5 cm i wysokości od 1,5 do 2 cm. Początkowo jest ono jasnozielone i pomarańczowe, dojrzałe jest czerwone. Hypancjum osadzone jest na szypułce długości ok. 1,5 do 2 cm, owłosionej i ogruczolonej. Szypułki podczas kwitnienia są wzniesione, podczas owocowania zwieszają się. Owoców właściwych wewnątrz hypancjum jest od 20 do 120 (średnio ok. 60). Są to niełupki owalne i kanciaste o długości 4–6 mm i nieco ponad 2 mm szerokości. Owocnia otaczająca nasiono jest zdrewniała i twarda. Pojedynczy owoc ma masę 6,6 mg. Łączna liczba nasion powstających na jednostkę powierzchni zarośli wynosi od 600 do 1300 sztuk/m2.
Gatunki podobneR. × hollandica – takson mieszańcowego pochodzenia o miękkich liściach, z mniej wybitną nerwacją, ze słabiej kolczastą łodygą, z mniejszymi kwiatami i hypancjum.

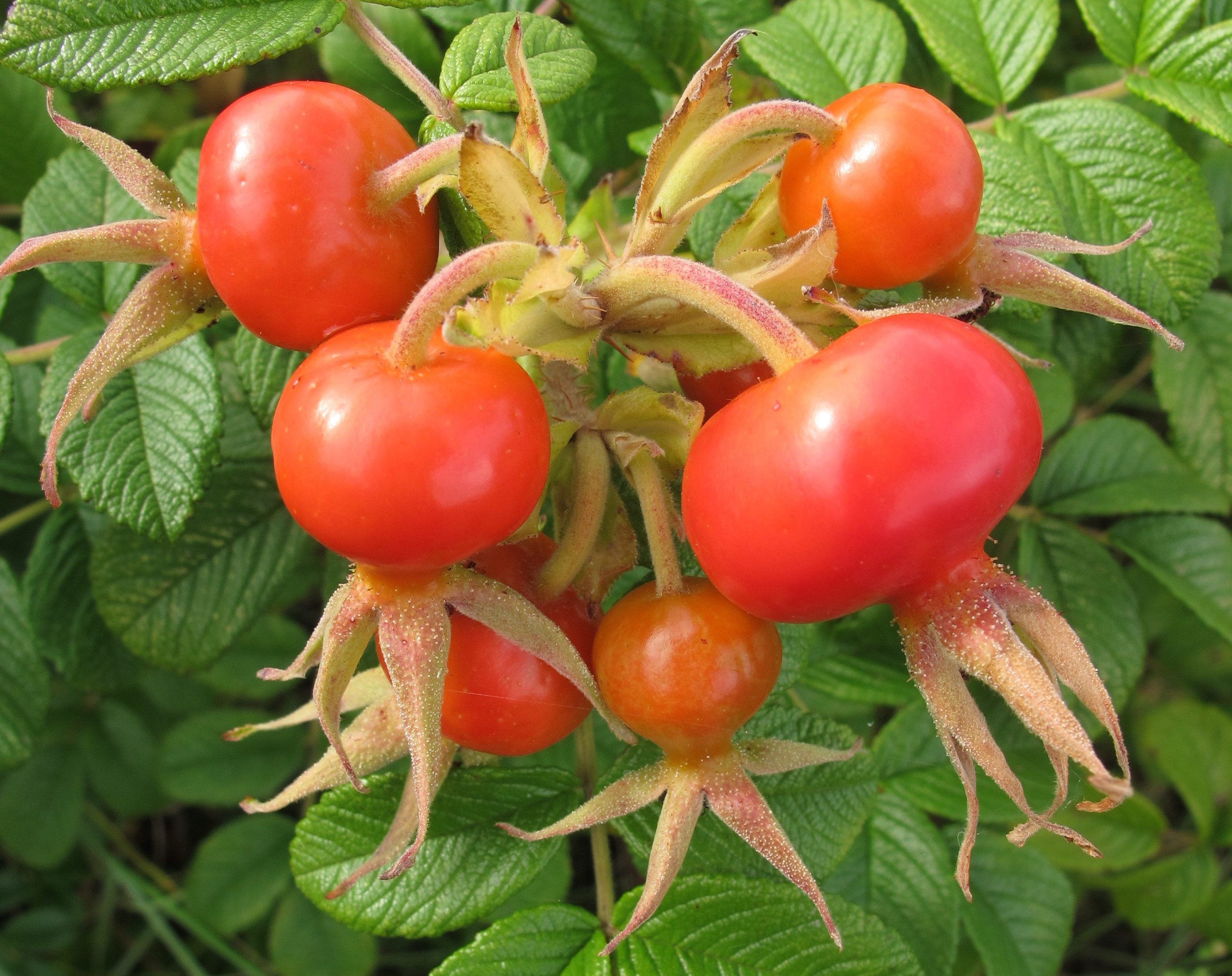
Hypancja
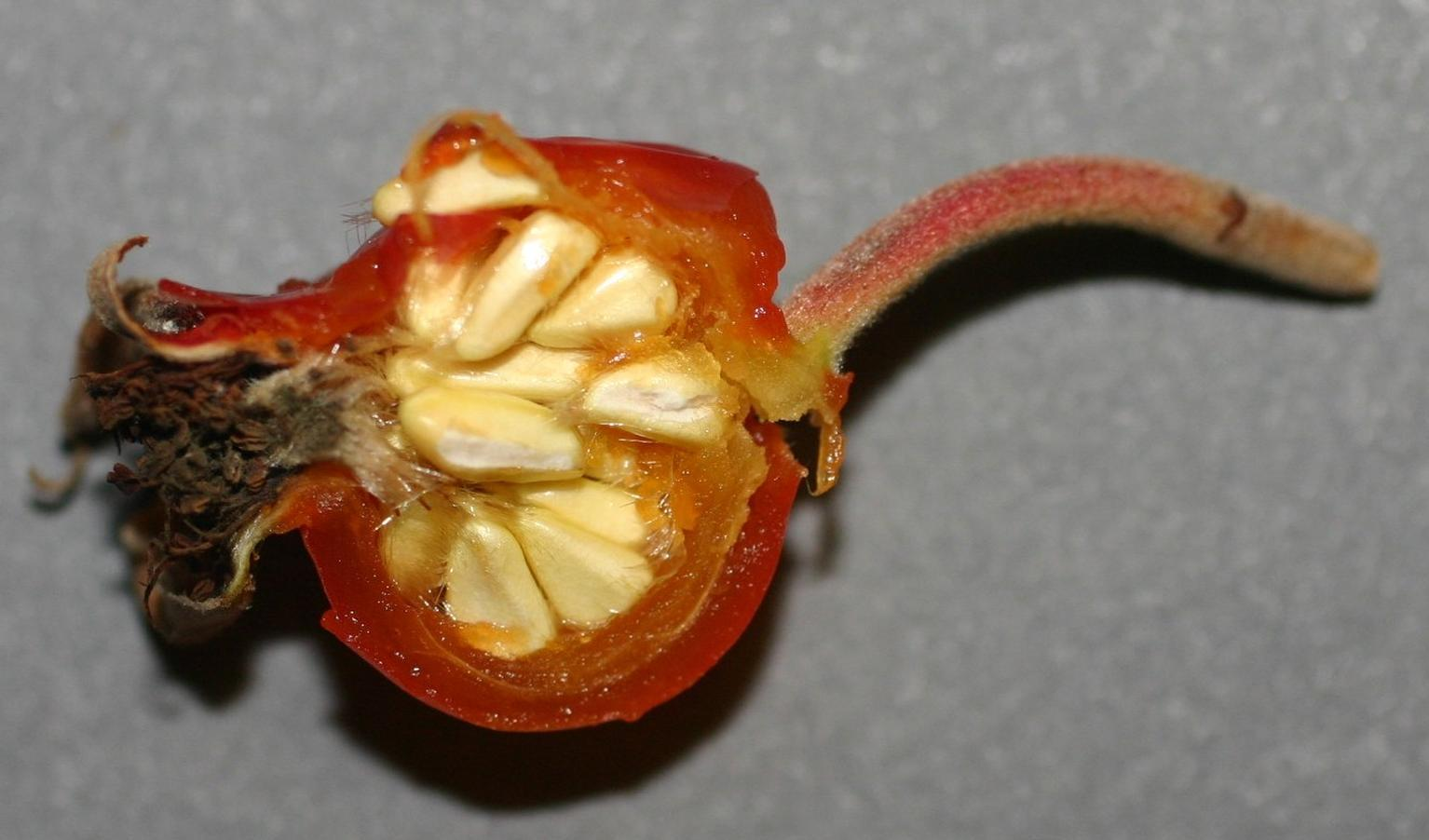
Odsłonięte owoce po rozcięciu hypancjum
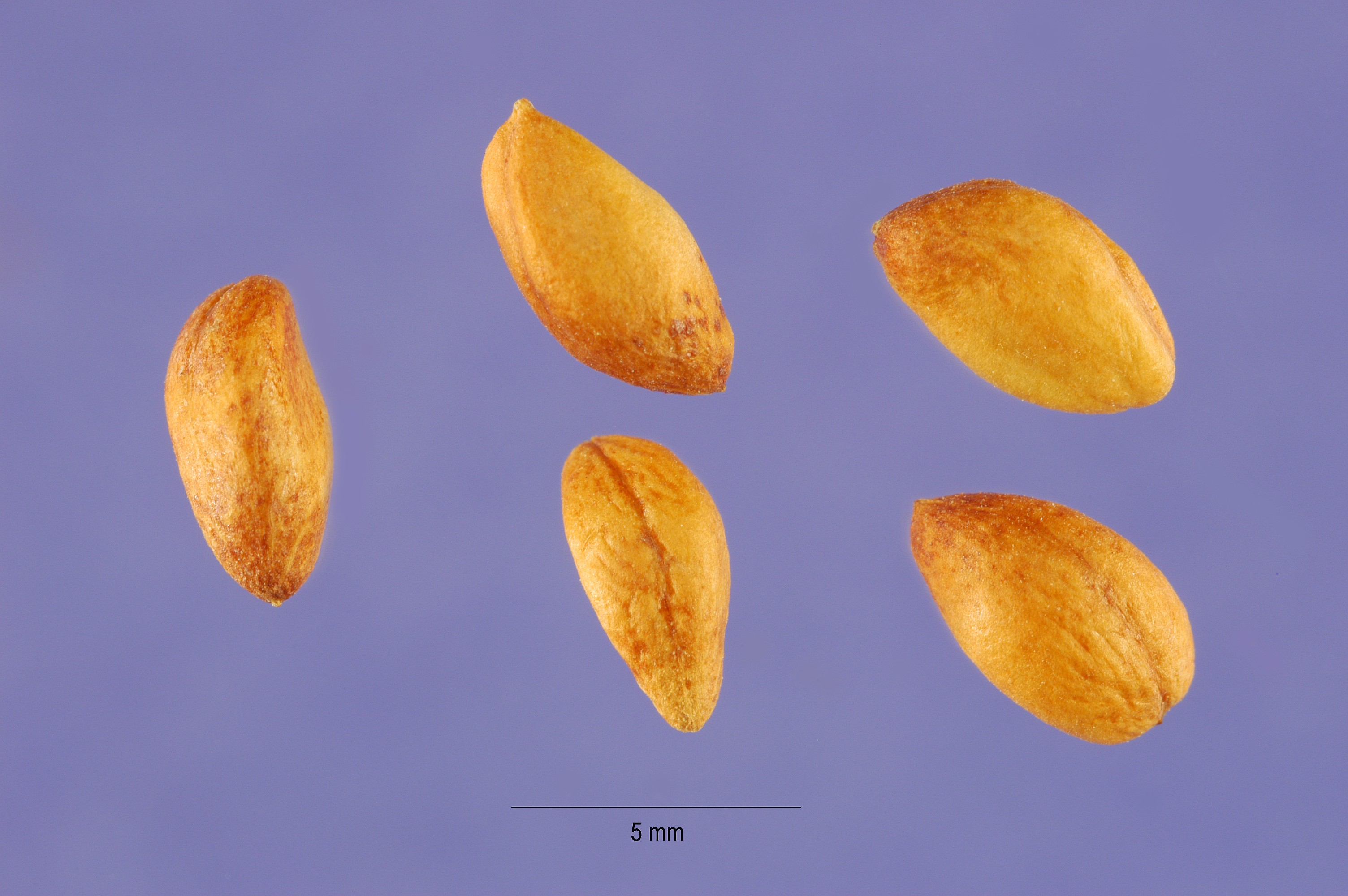
Owoce (niełupki)

## Systematyka i zmienność
Gatunek został po raz pierwszy opisany naukowo przez Carla Petera Thunberga w jego dziele z 1784 pt. Flora Japonica i jeszcze w tym samym roku został uwzględniony w publikacji Systema Vegetabilium Karola Linneusza. Mianem Rosa rugosa określa się grupę róż, na którą składa się gatunek botaniczny, mieszaniec R. × hollandica oraz wiele kultywarów o różnym pochodzeniu, dla których przynajmniej jednym rodzicem jest gatunek R. rugosa. Gatunek typowy jest bardzo zmienny – potomstwo jednej rośliny potrafi być zróżnicowane, tworzy też wiele mieszańców. Stałą ich cechą są silnie kolczaste pędy.
Gatunek należy do sekcji Cinnamomeae (DC) Rehder w obrębie podrodzaju Eurosa Focke. Prawdopodobnie należy wraz z innymi diploidalnymi gatunkami do grupy bazalnej w obrębie sekcji. Najbliżej spokrewnionym gatunkiem współczesnym jest Rosa marretii Lév.
W obrębie gatunku nie wyróżnia się podgatunków. Rośliny o kwiatach białych opisywane są jako forma R. rugosa f. alba (Ware) Rehder. Wyróżniane są także dwie odmiany botaniczne:
- var. alba – krzewy o wysokości 1,5–1,8 m, kwiaty białe, odmiana nadająca się na kwiaty cięte, kwitnie od maja do września.
- var. prostrata – krzewy płożące o wysokości do 0,3 m, kwiaty różowe, kwitnie w czerwcu, kwiaty pojedyncze, silnie rosnąca odmiana, zalecana do skalniaków i umacniania stoków.

### Mieszańce
W obrębie zasięgu naturalnego, na Dalekim Wschodzie, gatunek tworzy mieszańce z: Rosa davurica Pall. (=R. ×kamtchatica Vent.), Rosa marretii Lév., Rosa acicularis Lindl. i Rosa multiflora Thunb. (= R. × iwara Sieber ex Regel, syn. R. ×yesoensis (Fr. & Sav.) Makino). 
W Europie miesza się w naturze z następującymi gatunkami: Rosa canina L. (= R. ×praegeri Wolley-Dod), Rosa mollis Sm. (= R. × mangii) i Rosa caesia Sm. Z Ameryki Północnej podano mieszańce z Rosa carolina L. (= R. ×koehneana Rehder), Rosa palustris Marsh. (= R. ×spaethiana Graebner) i Rosa blanda Aiton (R. ×warleyensis Baker ex E. Wilm).
W wyniku zabiegów hodowlanych uzyskano liczne sterylne mieszańce, spośród których kilka stwierdzonych zostało w Europie na siedliskach zdziczałych, na które trafiły wraz z odpadami z ogrodów. W Finlandii i Rosji odnaleziono w ten sposób mieszańca z Rosa majalis Herrm. (= R. × majorugosa Palmén & Hämet-Ahti), w Szwecji mieszańca z Rosa nitida Willd. (= R. ×rugotida Darthuis), w Niemczech – z Rosa multiflora. Na ekstremalne warunki siedliskowe nadaje się do upraw mieszańcowa róża paulińska (R. ×paulii) będąca mieszańcem z różą pnącą (R. arvensis).
Niejasne pochodzenie ma mieszaniec róży pomarszczonej spotykany w Europie i określany jako R. ×hollandica. Utożsamiany bywał z R. ×kamtchatica Vent., ale stwierdzono różnice między mieszańcem europejskim i kamczackim. Przypuszcza się, że takson powstał w końcu XIX wieku w Holandii, przy czym kwestia drugiego obok róży pomarszczonej taksonu rodzicielskiego pozostaje nierozstrzygnięta.

### Odmiany uprawne
Róża pomarszczona jest od końca XIX wieku chętnie wykorzystywana w hodowli róż i do uzyskiwania różnych odmian uprawnych z powodu swej mrozoodporności, odporności na patogeny oraz zmienności. W końcu XIX wieku kilkadziesiąt odmian pochodzących od R. rugosa uzyskał niemiecki lekarz i hodowca róż – Hermann Müller (1828–1914), wiele odmian jest też dziełem amerykańskiego ogrodnika – Ralpha S. Moore'a (1907–2009). Odmiany uzyskane z udziałem róży pomarszczonej nazywane są mieszańcami Rugosa, zaliczane są do róż parkowych i piennych, od końca XX wieku uzyskano także odmiany okrywowe. Cechują się silnym wzrostem, bujnym ulistnieniem, odpornością na choroby i cięcie. W sumie w Europie i Ameryce Północnej uprawia się ponad 50 odmian z grupy Rugosa. W Chinach opisano blisko 40 odmian uprawnych pochodzących od tego gatunku. 
Odmiany uprawne dzieli się na dwie główne grupy – jedną podobną do formy typowej R. rugosa pod względem sposobu wzrostu, ulistnienia oraz liczby i kształtu kolców oraz grupę o cechach odmiennych. Do odmian zachowujących cechy róży pomarszczonej należą m.in.: 'Belle Poitevine', 'Blanc Double de Coubert', 'Frau Dagmar Hastrup', 'Hansa', 'Moje Hammarberg'. Z kolei przykłady mieszańcowych odmian o odmiennych cechach to: 'Agnes', 'F.J. Grootendorst', 'Kaiserin des Nordens', 'Max Graf', 'Mrs Anthony Waterer', 'Pink Grootendorst', 'Rugeaux du Japon'. Do starych odmian uzyskanych jeszcze w XIX wieku należą: 'Belle Poitevine', 'Blanc Double de Coubert', 'Kaiserin des Nordens', 'Mrs Anthony Waterer', 'Rugeaux du Japon'.
Wykaz ważniejszych odmian
Róże o kwiatach białych:
- 'Alba' – kwiaty białe, kwitnie przez całe lato.
- 'Alboplena' – kwiaty białe, pełne, nie zawiązuje owoców.
- 'Blanc de Coubert' – wys. 1,2–1,5 m, kwiaty białe, kwitnie w czerwcu, kwiaty półpełne i pachnące.
- 'Blanc Double de Coubert' – kwiaty białe, kwiaty półpełne i pełne, pachnące, powtarza kwitnienie.
- 'Mme. George Bruant' – wys. 1,2–1,5 m, kwiaty białe, kwitnie przez całe lato, kwiaty półpełne i pachnące.
- 'Nova Zembia' – wys. 1,2–1,5 m, kwiaty białe, kwitnie w czerwcu, kwiaty półpełne i pachnące.
- 'Schneekoppe' i 'Snow Pavement' – wys. do 1 m, kwiaty białe, półpełne.
- 'Schneewitchen' lub 'Schweidnitzia' – krzewy dość niskie, kwitnie przez całe lato, kwiaty białe, półpełne.
- 'Schneezwerg' (R. rugosa × R. multiflora) – wys. do 1 m, kwiaty białe, półpełne, kwitnie przez całe lato.
- 'Sir Thomas Lipton' – (R. rugosa × R. multiflora 'Clotilde Soupert') – kwiaty duże, pachnące, białe, pełne, kwitnie długo.

Róże o kwiatach żółtych:
- 'Agnes' (R. rugosa × R. foetida 'Persian Yellow') – kwiaty o delikatnym zapachu, półpełne, żółte.
- 'Dr Eckkener' – kwitnie intensywnie w czerwcu i lipcu, kwiaty żółto-pomarańczowe, duże.
- 'Gelbe Dagmar Hastrup' – wys. do 0,8 m, kwiaty żółte, półpełne, lekko pachnące.
- 'Topaz Jewel' – wys. do 1,5 m, kwiaty żółte, pełne, kwitnie całe lato, słabo owocuje.

Róże o kwiatach różowych i czerwonych:
- 'Anthony Waterer' – wys. 1,2–1,5 m, kwiaty purpurowe, kwitnie w czerwcu, kwiaty półpełne i pachnące.
- 'Belle Poitevine' – kwiaty karminowe, pełne.
- 'Conrad Ferdinand Meyer' – wys. 1,2–1,5 m, kwiaty białoróżowe, kwiaty pełne i pachnące.
- 'Delicata' – kwiaty jasnoróżowe, półpełne.
- 'Dornröschen' – kwitnie przez całe lato, kwiaty łososioworóżowe.
- 'F.J. Grootendorst' (R. rugosa × R. multiflora 'Mme. Norbert Levavasseur') – wys. do 1,5 m, kwiaty wiśniowe, kwitnie od czerwca do września.
- 'Fimbriata' – kwiaty małe, półpełne, białe do białoróżowych, z płatkami na brzegu postrzępionymi.
- 'Foxi' i 'Foxi Pavement' – wys. do 0,6 m, kwiaty różowofioletowe, półpełne, silnie pachnące, kwitnie przez całe lato.
- 'Frau Dagmar Hastrup' – wys. do 0,8 m, kwiaty bladoróżowe, pojedyncze, duże, kwitnie od czerwca do sierpnia.
- 'Hansa' – wys. 1,2–1,5 m, kwiaty pełne, czerwono-purpurowe, silnie pachnące.
- 'Jens Munk' – wys. do 1,2 m, kwiaty półpełne, różowe z żółtym środkiem, słabo pachnące, słabo owocuje.
- 'Lady Duncan' (R. rugosa × R. wirchuraiana) – kwiaty bardzo okazałe, pachnące, różowe, pojedyncze.
- 'Max Graf' (R. rugosa × R. wirchuraiana) – jak 'Lady Duncan', ale liście i pąki ciemnozielone.
- 'Linda Campbell' – wysoki krzew o pędach przewisających i wspinających się, kwiaty czerwone.
- 'New Century' (R. rugosa × R. multiflora 'Clotilde Soupert') – kwiaty duże, pachnące, różowe, pełne.
- 'Pierette' – wys. do 0,6 m, kwiaty ciemnoróżowe, pełne, kwitnie od czerwca do sierpnia.
- 'Pink Grootendorst' – krzewy dość niskie, kwitnie w czerwcu, kwiaty liczne, pełne, drobne i jasnoróżowe, płatki na brzegu postrzępione.
- 'Polareis' – wys. do 0,8 m, kwiaty białoróżowe, pełne, delikatnie pachnące, kwitnie od czerwca do sierpnia.
- 'Rosarie de L'Hay' – wys. 1,2–1,5 m, kwiaty czerwone, kwitnie w czerwcu, kwiaty duże, pełne i pachnące.
- 'Rotes Meer' lub 'Purple Pavement' – wys. do 0,8 m, kwiaty czerwonokarminowe, pełne, silnie pachnące.
- 'Sarah van Fleet' – kwiaty różowe, pełne, kwitnie przez całe lato.
- 'Therese Bugnet' – wys. do 1,8 m, kwiaty różowe, łodygi zimą przebarwiają się na intensywnie czerwony kolor.

## Rozwój

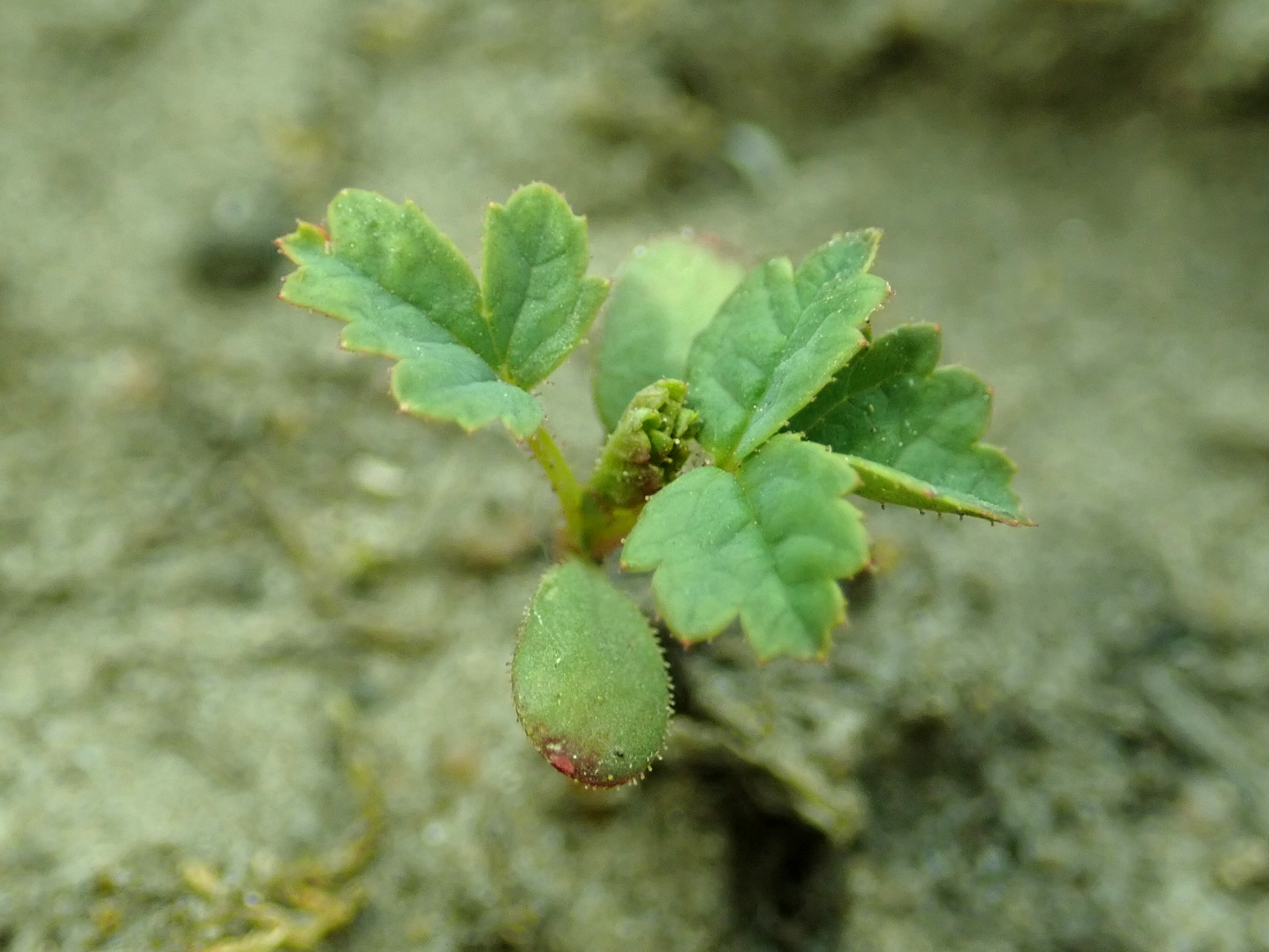
Siewka

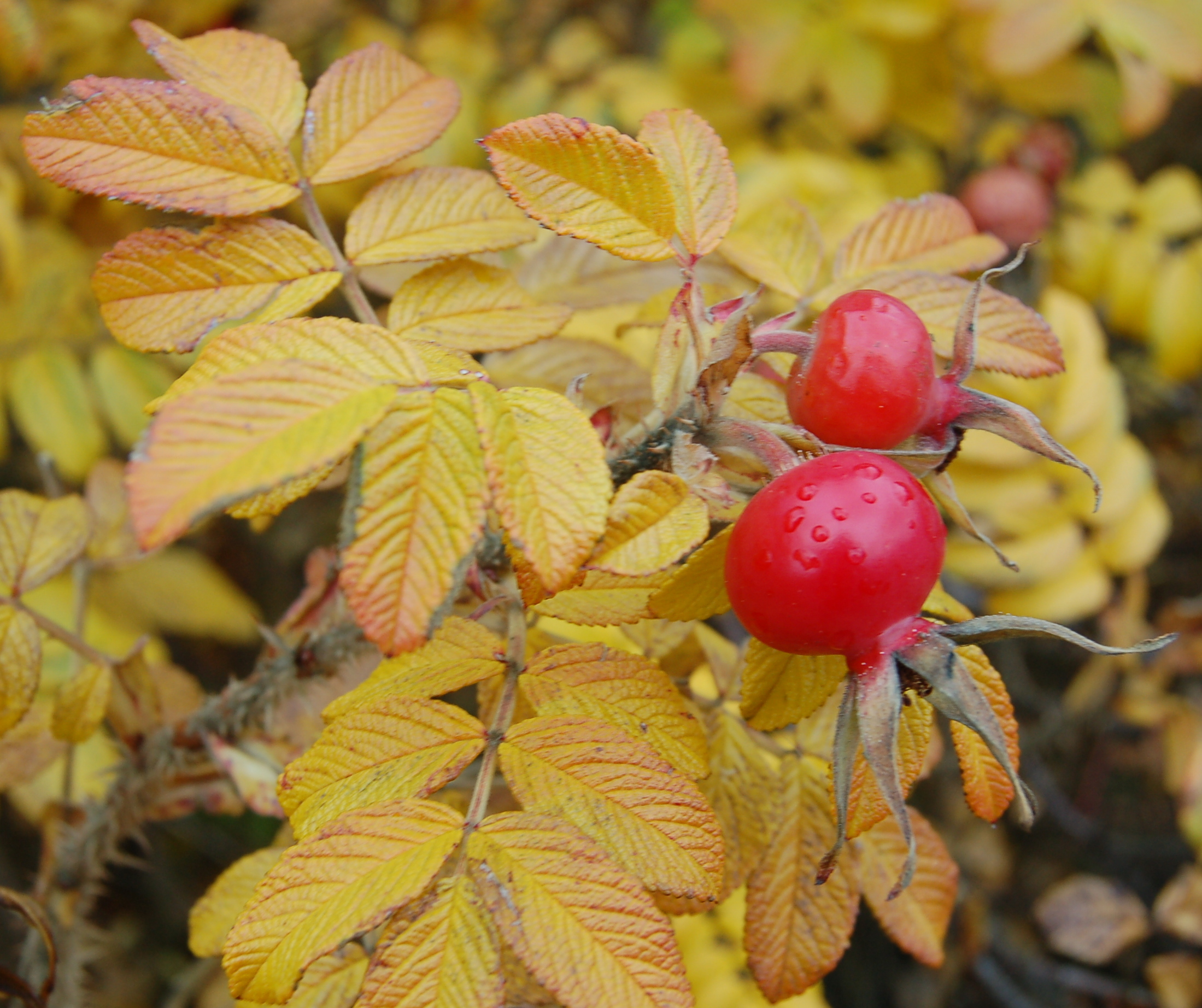
Jesienna barwa liści i hypancjum

Nanofanerofit. Około 90% normalnie rozwiniętych nasion ma zdolność do kiełkowania (te poniżej masy 5 mg są w większości płonne). Do wybudzenia ze spoczynku wymagają co najmniej 5-tygodniowej stratyfikacji. Hipokotyl siewki ma od 1,5 do 3 cm długości, jest purpurowo nabiegły i pokryty wznoszącymi się, gruczołowatymi włoskami. Liścienie są podłużnie lancetowate z zaokrąglonym wierzchołkiem, o długości 5–6 mm, osadzone są na ogonku o długości 1–2 mm. Liście młodociane są trójlistkowe. W pierwszym roku siewki osiągają do ok. 30 cm wysokości i tworzą do 10 węzłów. Poszczególne pędy nadziemne osiągają zwykle ok. 5 lat, po czym zamierają i zastępowane są przez kolejne rozwijające się jako odrośla z kłączy i korzeni. Co roku ok. 20% pędów zamiera i podobna ich część kwitnie i owocuje. Kwiaty rozwijają się zwykle na najsilniej rosnących pędach. Najbardziej intensywny wzrost stwierdzony został na obrzeżach krzewu, dzięki czemu gatunek ten szybko opanowuje rozległe przestrzenie. Kilka roślin w ciągu 50 lat może pokryć 3,5 ha. Terminy rozwijania się pąków i kwitnienia zależne są od szerokości geograficznej i warunków klimatycznych. W Europie Środkowej pąki rozwijają się stosunkowo wcześnie, już w kwietniu. W maju wyrastają nowe pędy, szybko rosnąc przez ok. 10 dni, po czym ich tempo wzrostu słabnie. Kwitnienie następuje w czerwcu i lipcu, przy czym intensywne trwa przez 1–2 tygodnie, pojedyncze kwiaty rozwijają się do jesieni. Poszczególne kwiaty rozwinięte są przez 2 dni, a owady zapylające, wabione pachnącym pyłkiem, przylatują do nich najchętniej podczas pierwszego dnia. Zapylaczami są pszczoły, głównie z rodzajów Bombus, Lasioglossum i Apis. 
Nasiona rozprzestrzeniane są za pośrednictwem ptaków i wód morskich. Przebywanie ich w wodzie morskiej nie ogranicza zdolności do kiełkowania, przy czym mogą się w niej unosić przez kilka tygodni (owoce zawierają gąbczasty mezokarp, dzięki czemu mogą unosić się na powierzchni wody), a hypancjum w całości nawet ponad 40 tygodni. Rośliny rozrastają się wegetatywnie za pomocą silnie rosnących, długich kłączy. Ich fragmenty dobrze znoszą transport wodny i mogą przyczyniać się do rozprzestrzeniania tej róży także na większe odległości.

## Ekologia

### Siedlisko

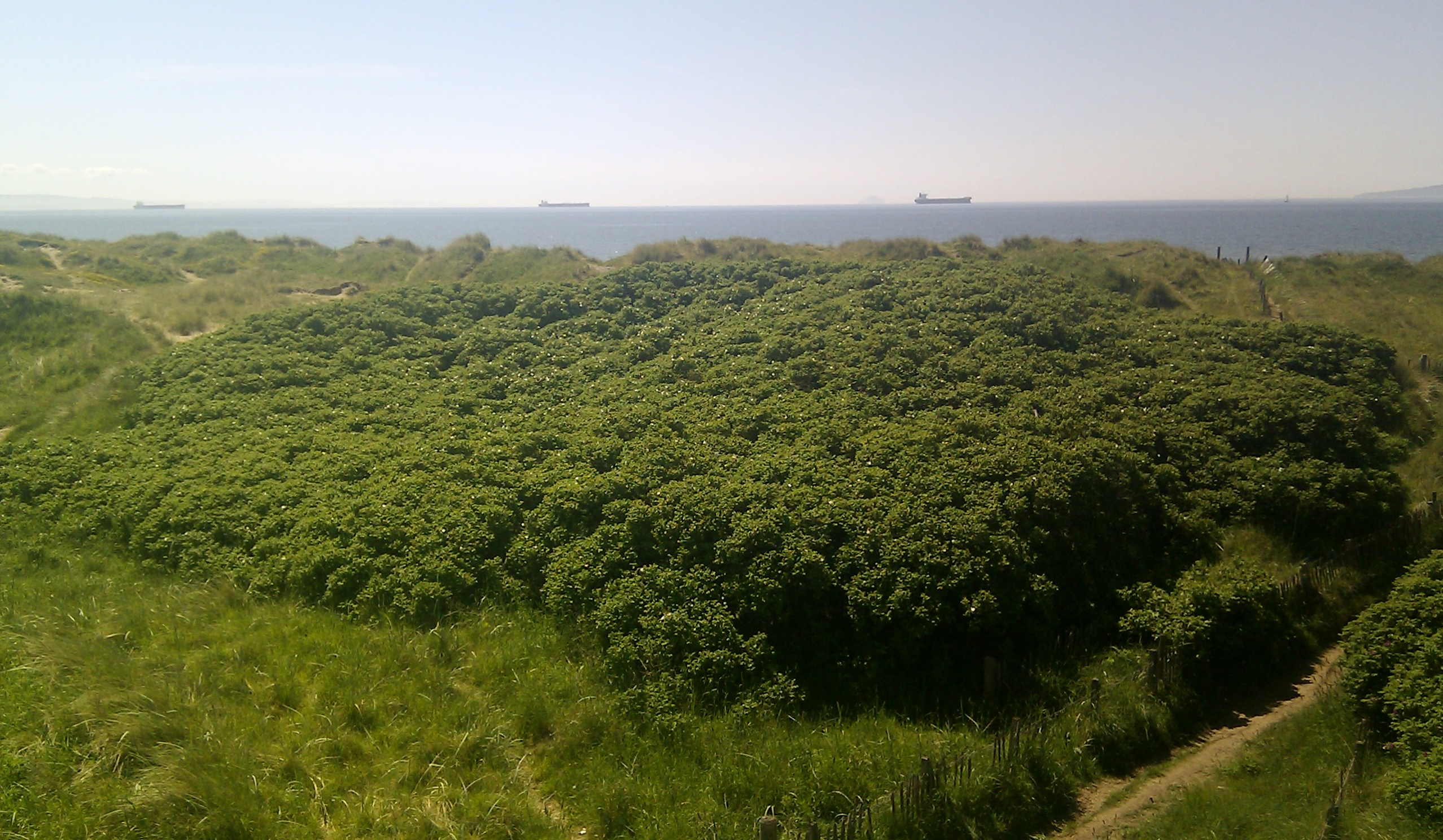
Zarośla róży pomarszczonej na wydmach w Szkocji

W obrębie pierwotnego zasięgu róża pomarszczona występuje na różnych siedliskach – na wydmach, terenach skalistych i łąkach – zawsze jednak w wąskim pasie wzdłuż wybrzeży. Na obszarach, gdzie rośnie jako gatunek inwazyjny, także zwykle zasiedla suche siedliska związane z brzegiem morskim, zwłaszcza wydmy i klify. Jako uciekinier z upraw z dala od wybrzeży rośnie zwykle słabiej na siedliskach ruderalnych, na skarpach wzdłuż linii kolejowych i dróg, na obrzeżach lasów i pól. 
Występuje na glebach przepuszczalnych utworzonych z piasków i żwirów, w szerokim zakresie kwasowości – od ok. 5 do 8 pH. Gatunek cechuje się dużą odpornością na niskie temperatury (do −35 °C), zanieczyszczenie powietrza, suszę i zasolenie. Zasypywanie piaskiem znosi dobrze, a nawet stwierdzono silniejszy wzrost i większą odporność na suszę roślin przysypywanych. Róża pomarszczona nie toleruje natomiast stałego, wysokiego poziomu wody, a zwłaszcza jej stagnowania na powierzchni. Młode rośliny są także wrażliwe na zgryzanie, jednak roślinożercy unikają starszych roślin.
Warunki siedliskowe mają istotny wpływ na sposób wzrostu róży pomarszczonej. Najsilniej rośnie na podłożu przepuszczalnym o odczynie lekko kwaśnym, stosunkowo żyznym, osłoniętym od wiatrów. Krzewy mają wyraźnie słabszy wzrost (do 0,5 m wysokości) na stokach południowych, suchych, na glebie silniej zakwaszonej lub nieco zasadowej. Nie stwierdzono natomiast istotnej zależności między warunkami siedliskowymi i intensywnością kwitnienia i owocowania. Gatunek jest odporny na okresowe susze, jednak niedostatek wody w okresie owocowania powoduje tworzenie mniejszych owoców rzekomych.

### Fitosocjologia
W obrębie swego pierwotnego zasięgu róża pomarszczona rośnie w bogatych florystycznie zbiorowiskach zaroślowych wykształcających się pomiędzy murawami wydmowymi i lasami porastającymi wydmy.
W Europie rozprzestrzeniając się w obrębie wydm róża ta wkracza na siedliska zajmowane przez zbiorowiska z klasy Ammophiletea, zwłaszcza w miejscach, gdzie akumulacja piasku jest ograniczona. W początkowych fazach inwazji towarzyszy więc najczęściej takim gatunkom jak: piaskownica zwyczajna, szczotlicha siwa, turzyca piaskowa. Z czasem rozwija się tak silnie, że wypiera inne gatunki i samodzielnie tworzy zwarte agregacje. Często jedynym gatunkiem, który współtowarzyszy róży pomarszczonej i rozprzestrzenia się w jej płatach jest mech – Hypnum lacunosum. W ujęciach włączających zbiorowiska gatunków inwazyjnych do klasyfikacji syntaksonomicznej zarośla róży pomarszczonej zaliczane są do związku Salicion arenariae. Z południowej Szwecji opisano także zbiorowisko Agropyro-Rosetum rugosae, w którym róży towarzyszą perz właściwy i wierzbówka kiprzyca. Róża pomarszczona rozprzestrzenia się także w kwietnych murawach napiaskowych ze związku Armerion elongatae, w murawach kserotermicznych oraz w rozmaitych innych zbiorowiskach w jakich bywa sadzona, zwłaszcza na piaskach. Na wybrzeżach skalistych tworzy niewielkie płaty zarośli lub spotykana jest w postaci pojedynczych, niewielkich krzewów.

### Oddziaływania międzygatunkowe
Hypancja w całości lub tylko ich miękka tkanka spożywane są przez liczne gatunki ptaków. W Europie Środkowej całe owoce właściwe znajdowane były w odchodach i wypluwkach takich gatunków jak: dzwoniec zwyczajny, drozd śpiewak, paszkot, droździk, kos, grzywacz, jemiołuszka zwyczajna, orzechówka zwyczajna, sójka zwyczajna, liczni przedstawiciele krukowatych. Mniejsze ptaki z rzędu wróblowych żywią się owocami rzekomymi, ale nie są w stanie brać udziału w rozprzestrzenianiu nasion. Owoce tego gatunku spożywają też gryzonie oraz zając szarak i lisy. Młode pędy zgryzane są przez jelenie i króliki.
Róża ta ma negatywny wpływ na florę wydm na obszarach, gdzie dokonuje inwazji. W miarę zwiększania areału przez jej zarośla, z powodu wzrostu zacieniania ustępują wszystkie gatunki rodzime dla tych siedlisk. Zmniejszanie różnorodności gatunkowej flory wydmowej skutkuje także ustępowaniem gatunków zwierząt (np. motyli) przywiązanych do określonych roślin pokarmowych. 

## Zastosowanie

### Roślina ozdobna

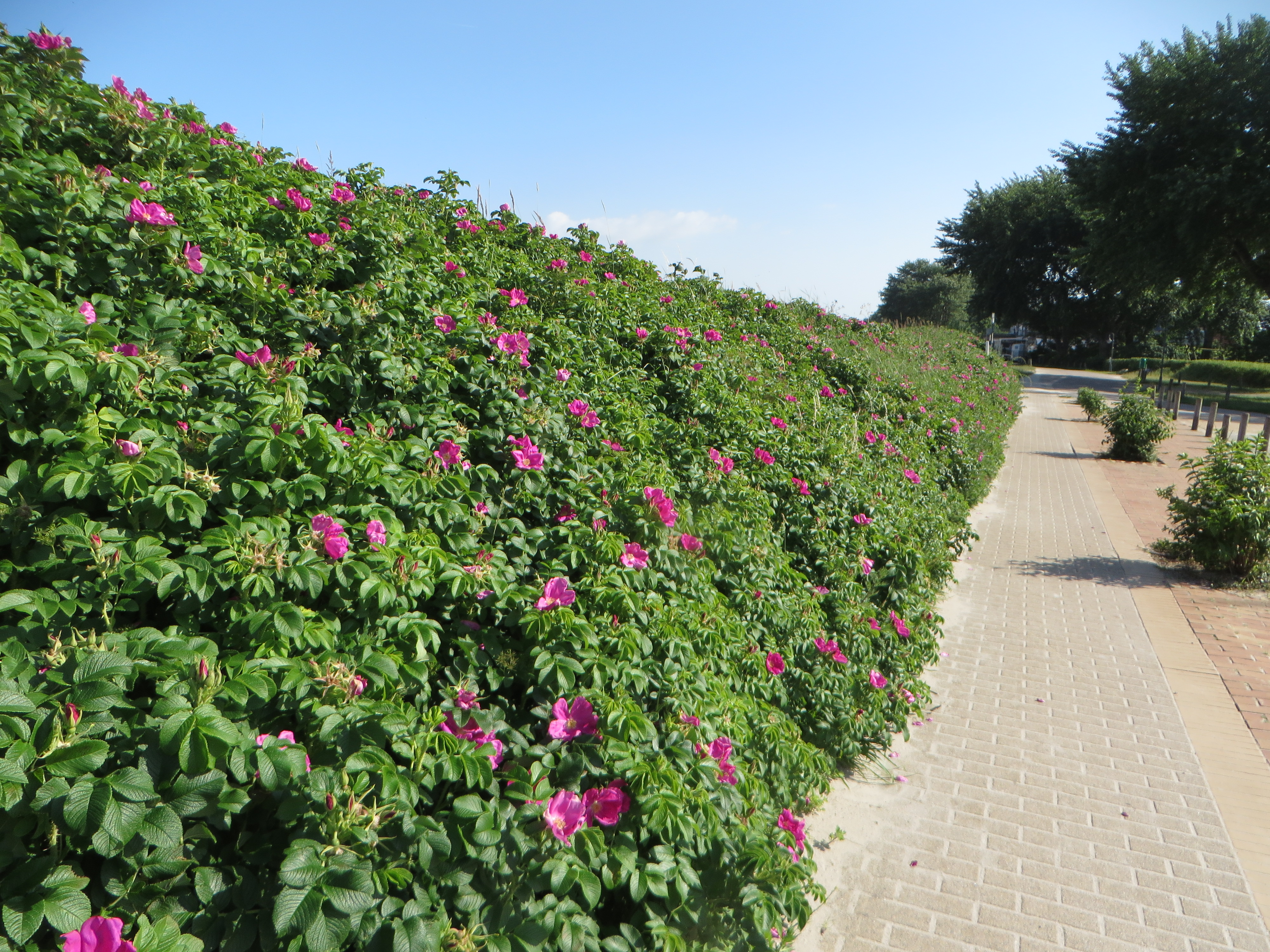
Żywopłot z róży pomarszczonej

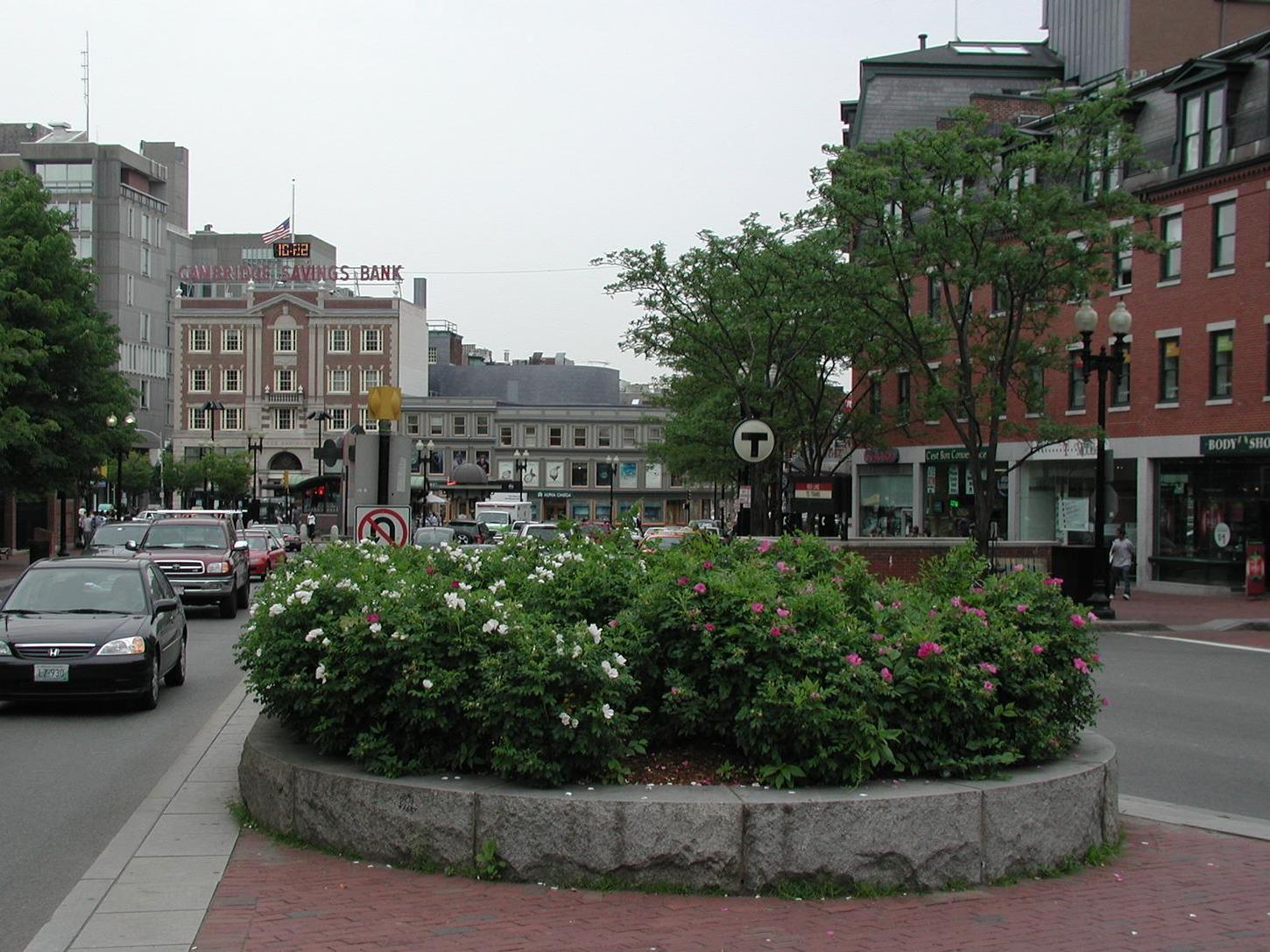
Róża pomarszczona w zieleni miejskiej

Róża pomarszczona uprawiana jest od dawna – jej kwiaty były motywem ozdobnym w Chinach już około 1000 r. n.e. Uprawiana jest zarówno w postaci typowego gatunku, jak i w licznych odmianach i krzyżówkach międzygatunkowych. Uzyskano odmiany o pełnych kwiatach, płatkach białych, żółtych, różowych i czerwonych. Gatunek i uzyskiwane z niego odmiany cenione są z powodu swej mrozoodporności, soczystej zieleni liści, odporności na choroby, silnemu aromatowi kwiatów, ozdobnych hypancjów, odporności na suszę i zasolenie. Gatunek oraz jego odmiany rekomendowane są do nasadzeń parkowych, w roli roślin okrywowych. 

### Roślina jadalna
Owoce rzekome (hypancja) róży pomarszczonej należą do najłatwiejszych do zbierania i zastosowania jadalnego z powodu ich znacznej wielkości. Są niezwykle bogatym źródłem witaminy C – zawierają ok. 275 mg% (w suchej masie do 6800 mg%). Już 1–3 owoce rzekome w zupełności wystarczą do pokrycia dziennego zapotrzebowania człowieka na tę witaminę. Witaminy są stabilizowane przez flawonoidy, dzięki czemu zachowują się w dużym stopniu nawet podczas obróbki. Zawierają poza tym ok. 10–14 mg% karotenu, olejek eteryczny, kwasy organiczne, związki mineralne. Także płatki tego gatunku są cenionym produktem żywnościowym i wyróżniają się silnym aromatem. Jadalne są także młode pędy i liście róż.
Sposoby przyrządzaniaZ hypancjów po zbiorze należy usunąć znajdujące się w ich wnętrzu owoce właściwe wraz z otaczającymi je włoskami, które mogą podrażnić przewód pokarmowy. Po ręcznym wykonaniu tej czynności zaleca się dodatkowo wypłukanie włosków za pomocą wody. Hypancja mogą być suszone, ale ponieważ łatwo pleśnieją – należy je przynajmniej na początku umieścić w miejscu dobrze przewietrzanym i ciepłym. W przypadku przetwarzania należy przystąpić do niego możliwie szybko po zbiorze. Owoce rzekome róży mogą być używane do sporządzania przetworów i win oraz do zaparzania napojów. Przy zbiorze płatków do celów spożywczych należy usuwać z nich białe nasady, które mają gorzki smak. Płatki uciera się z cukrem w celu uzyskania nadzienia do wyrobów cukierniczych lub gotuje z cukrem do uzyskania konfitury. Jednym z tradycyjnych polskich przetworów jest konfitura szczecińska z owoców róży.

### Roślina lecznicza
Surowiec zielarskiPseudoowoce czyli hypancja róż wraz z orzeszkami (Fructus Rosae cum seminibus lub Rosae pseudofructus cum seminibus), bez orzeszków (Fructus Rosae sine seminibus lub Rosae pseudofructus sine seminibus), ewentualnie także same orzeszki (Semina Rosae lub Fructus Rosae). Róża pomarszczona należy do gatunków róż, których owoce i hypancja są zbierane do celów leczniczych stosunkowo często. Sproszkowane owoce właściwe wchodzą w skład tabletek Litozin. Owoce rzekome róż znajdują się w takich mieszankach ziołowych jak: Regulavit, Pyrotex, Tussiflos. Wyciąg z owoców znajduje się w płynach Cholesol, Diges-Tonic, Neocardina, w tabletkach i preparatach: Tiliros, Acerola, Rosagran, Biogran B.
Zbiór i suszenieOwoce rzekome zbiera się, gdy dojrzeją, ale jeszcze zanim zrobią się miękkie. W Europie Środkowej zbioru dokonuje się w drugiej połowie sierpnia i często powtarza po drugim wysypie owoców w drugiej połowie września. Suszenie ich jest dość trudne – trzeba je rozdrobnić, przez pierwsze 10 minut należy trzymać je w temp. ok. 100 °C, by szybko zniszczyć enzymy rozkładające witaminę C, potem suszyć w temp. ok. 50–60 °C.
DziałanieSurowce zielarskie z róży ze względu na wysoką zawartość witamin, zwłaszcza C, działają ogólnie wzmacniająco. Zalecane są do stosowania podczas rekonwalescencji, przy osłabieniu, zmęczeniu, w stresie, przy przeziębieniu i w ciąży. Flawonoidy działają słabo moczopędnie, żółciopędnie, przeciwutleniająco i stabilizują ściany naczyń włosowatych. Zawarty w owocach właściwych galaktolipid (GOPO) działa przeciwzapalnie i przeciwreumatycznie. Działanie przeciwzapalne wiąże się z hamowaniem chemotaksji leukocytów oraz obniżeniem stężenia w osoczu kreatyniny i białek CRP. Działanie przeciwzapalne jest porównywalne do niesteroidowych leków syntetycznych (np. kwasu acetylosalicylowego), przy czym preparaty z róży nie powodują efektów niepożądanych. Działanie przeciwutleniające preparatów z róży jest zasługą dużej zawartości witaminy C, karotenoidów i polifenoli. Do wygaszenia w organizmie rodników hydroksylowych wystarcza dawka 0,05 mg sproszkowanego ekstraktu z owoców. Świeże owoce rzekome działają ochronnie na błonę śluzową żołądka i przeciwwrzodowo. Preparaty z owoców stosowane są pomocniczo do leczenia różnych schorzeń wątroby, nerek i przewodu pokarmowego.

### Nasadzenia biotechniczne
W końcu XX wieku róża pomarszczona zaczęła być na szeroką skalę stosowana w Europie przy tworzeniu zieleni przy drogach. Do jej zalet należy bowiem odporność na sól używaną zimą do roztapiania śniegu i lodu na drogach. Sadzona jest w żywopłotach oraz jako osłona przed wiatrem. Ze względu na tworzenie gęstych zarośli i małe wymagania siedliskowe wykorzystywana jest przy tworzeniu nasadzeń chroniących powierzchnię terenu przed erozją. Zalecana jest do umacniania hałd i wydm. Zastrzega się jednocześnie, że z powodu inwazyjności nie powinna być używana w obszarach chronionych i w ich otulinach.

### Inne zastosowania
Róże te, a zwłaszcza mieszaniec R. × hollandica, wykorzystywane są jako podkładki dla odmian szlachetnych róż.

## Uprawa
WymaganiaGatunek łatwy w uprawie. Nie ma specjalnych wymagań co do gleby, jest też całkowicie mrozoodporny (strefy mrozoodporności 2–10). Problem może stanowić zasadowy odczyn gleby. Przy pH między 7 i 8 róża pomarszczona i jej mieszańce wykazują objawy chlorozy. Są one efektem blokowania dostępu do żelaza przy dużej zawartości wapnia w glebie. Najlepiej sadzić ją w glebie o pH 4,5–5,5. Wyróżnia się wśród róż tym, że dobrze rośnie także na glebach lekkich.
PielęgnacjaW przeciwieństwie do innych róż w przypadku róży pomarszczonej nie zaleca się usuwania przekwitłych kwiatów ze względu na ozdobne hypancja. Odmiany ozdobne zaleca się przycinać wczesną wiosną do 1/3 wysokości pędów w celu poprawy ich wyglądu, wskazane jest także usuwanie przy podstawie krzewu najstarszych pędów. Chcąc uzyskać gęsty żywopłot trzeba w celu silniejszego rozkrzewienia roślin skrócić je po posadzeniu na miejsce do ok. 30 cm wysokości. Wczesną wiosną warto skracać boczne pędy do jednego zdrowego oczka.
RozmnażaniePrzez oddzielanie odrostów korzeniowych i pędowych. Można też rozmnażać przez sadzonki zielne, które ukorzeniają się do 20 dni i udają się w ponad 80%. Sadzonki zdrewniałe pozyskuje się w grudniu, przy czym powinny mieć długość ok. 25 cm. W dolnej części sadzonki usuwa się oczka i tak przygotowane sadzonki dołuje się w piasku. Wysadza się je do inspektów w marcu–kwietniu, wystawiając tylko 2–3 cm ponad ziemię.
Szkodniki i chorobyGatunek bardzo odporny. Nie zapada w zasadzie na czarną plamistość róż wywoływaną przez grzyb Diplocarpon rosae oraz rdzę róży (Phragmidium mucronatum). Rośliny rosnące z dala od wybrzeży są bardziej podatne na atak patogenów grzybowych i zwierzęcych.

## Zwalczanie
W krajach, gdzie gatunek rozprzestrzenia się inwazyjnie, z powodu negatywnego oddziaływania na środowisko i pogarszania dostępności wybrzeży, zaleca się powstrzymanie jego sadzenia w pasie nadmorskim (do 50 km od brzegów morskich). W Polsce postulowana jest kontrola róży pomarszczonej i jej zwalczanie na obszarach chronionych. Nie została ona jednak ujęta w rozporządzeniu Ministra Środowiska w sprawie listy roślin i zwierząt gatunków obcych, które w przypadku uwolnienia do środowiska przyrodniczego mogą zagrozić gatunkom rodzimym lub siedliskom przyrodniczym. Poza konkurencyjnością wobec gatunków rodzimych zagraża także trwałości rodzimych gatunków róż, z którymi tworzy mieszańce, krzyżujące się wstecznie z taksonami rodzicielskimi.
Gatunek jest odporny na działanie ognia, koszenie i często także na działanie herbicydów. Mimo zniszczenia organów nadziemnych, łatwo odrasta z kłączy i korzeni, często tworząc bardziej gęste i wyższe zarośla niż przed próbami zwalczania. Skuteczne, choć kosztowne i wymagające konsekwentnego działania przez długi czas, jest wykopywanie pędów wraz z kłączami i korzeniami. Rośliny wraz z organami podziemnymi niszczy zastosowanie herbicydów zawierających glifosat, najlepiej w sierpniu. Koszenie może ograniczyć rozwój róży, jeśli jest konsekwentnie powtarzane. Jednorazowe skoszenie może tylko odmłodzić zarośla. Zgryzanie przez zwierzęta ograniczać może ekspansję róż jedynie na nowe tereny, bowiem roślinożercy unikają starych roślin. Stosunkowo najbardziej wytrwałe w zgryzaniu tego gatunku są kozy.